# Єжи Струсь
Єжи Струсь (пол. Jerzy Struś; ? — 1605) — польський шляхтич, урядник Королівства Польського Республіки Обох Націй (Речі Посполитої). В українській історіографії також відомий під ім'ям Юрій. Представник роду Струсів гербу Корчак. 

## Біографія
Брав участь на стороні короля Стефана Баторія у війні з Ґданьськом на чолі козацької роти; в ній, зокрема, служив майбутній староста генеральний Ян Потоцький.
Уряди: староста брацлавський і вінницький (1579—1599), звенигородський, каштелян галицький.
Був одним з призвідників Брацлавського повстання 1594 р., потім — одним з керівників польських військ під час його придушення, також придушення повстання Северина Наливайка.
Викупив (заплативши заставну суму) в князя Богдана Корецького Вінницьке староство, яке було заставлене у борг польським королем Сиґізмундом ІІ Авґустом. Так Струсь встановив над староством контроль.
Став великим землевласником на Східному Поділлі, зокрема, за рахунок купівлі земель у місцевих землевласників. 1565 р. за королівським привілеєм став (разом з братом Якубом) власником поселення Хоростків (володіли Хоростковом на праві «голого доживоття»). 1592 року відкупив Звенигородщину у Федора Богдановича Базановича-Козака-Звенигородця, південну Звенигородщину у брацлавських землевласників Золотарів; 1601 року — село Гулівці у Коцюбів-Якушинських.. Одне з селищ отримало назву від прізвища сім'ї — Струсьгород (тепер смт. Буки на Черкащині).
Дружина — Малґожата (Марина) Лущевська з Лущева, гербу Наленч. В подружжя була донька Ельжбета Струсь, котра стала дружиною Валентія Александра Калиновського. До зятя перейшли маєтності Єжи Струся.
Отець Каспер Несецький ТІ стверджував про народження дитини (чи дітей) після смерті Єжи Струся.